# Bar Masters
Bar Masters (Epic Bar Builds) est une émission de télévision américaine diffusée depuis le 8 mars 2015 sur Discovery Channel,.

## Synopsis
L'émission suit Aaron Heineman, concepteur de bars originaux et directeur de la Heineman Bar Company, et son équipe lors de la réalisation de divers projets de conception et de design de bars au travers des États-Unis,,,,.